# Нарушевич, Павел Войцехович
Павел Войцехович Нарушевич (ум. 1544) — политический деятель Великого княжества Литовского, писарь великий литовский с 1516 по 1524 и с 1532 по 1539 годы.

## Биография
Из рода Нарушевичей герба «Вадвич», сын Войцеха Нарушевича, богатого землевладельца в ВКЛ. Его дед Ян первым взял фамилию Нарушевич в честь своего отца Наруша. Прапрадед, Пётр Монтгердович, был гетманом литовским и маршалком великим литовским.
Обязанности писаря латинского канцелярии ВКЛ исполнял в 1516—1524 годах и с 1532 года. Владыка виденский и ашмянский, позднее жижморский, в 1532—1544 годах скирстымонский, с 1536 — расейняйский. Посол в Москве с 1532 года.
Дети: Николай Ян, секретарь королевский и писарь литовский; Станислав, каштелян смоленский.